# Semezdin Mehmedinović
Semezdin Mehmedinović (Kiseljak kod Tuzle, 1960.) bosanskohercegovački pisac i urednik časopisa

## Životopis
Mehmedinović je rođen 1960. godine u Kiseljaku kod Tuzle. Na sveučilištu u Sarajevu diplomirao je komparativnu književnost i bibliotekarstvo. U razdoblju od 1986–89. godine uređivao je časopis Lica i omladinske novine Valter.
1991. godine utemeljio je časopis Fantom slobode, koji je izlazio prije i tijekom rata (tri prijeratna i tri ratna broja). Objavio je dvije knjige pjesama: Modrac i Emigrant. Bio je i jedan od utemeljitelja časopisa Dani.
Autor je igrano–dokumentarnog filma Mizaldo ili kraj teatra u produkciji RTV Bosne i Hercegovine 1994. godine (surežiser Benjamin Filipović). Godine 1996. se iseljava iz BiH i kao politički izbjeglica se useljava u SAD. Danas živi i radi u Aleksandriji (Virginia).

## Vanjske poveznice
- profil.hr-Knjige S. Memedinovića  Arhivirana inačica izvorne stranice od 22. travnja 2012. (Wayback Machine)